# 羅伯特·墨辛斯基
羅伯特·墨辛斯基（Robert Muczynski，1929年3月19日—2010年5月25日），是一名波蘭裔的美國作曲家。羅伯特·墨辛斯基於2010年5月25日在亞利桑那州圖森去世。

## 音樂履歷
羅伯特·墨辛斯基在芝加哥的帝博大學跟隨沃爾特·納普費爾學習鋼琴，並跟隨亞歷山大·尼古拉耶維奇·齊爾品學習作曲，在帝博大學他獲得了鋼琴表演的音樂學士學位（1950年）和音樂碩士學位（1952年）。 羅伯特·墨辛斯基後來在帝博大學及羅斯福大學任教，然後於1960年代移居圖森。此外，羅伯特·墨辛斯基加入了亞利桑那大學，擔任註場作曲家及作曲系主任，直到1988年退休。

## 作曲生涯
在羅伯特·墨辛斯基50多首作品當中，以長笛與鋼琴的奏鳴曲、中音色士風與鋼琴的奏鳴曲最著名，並經常在獨奏會中演出。在大型作品方面，芝加哥交響樂團、辛辛那提交響樂團、華盛頓特區國家交響樂團、圖森交響樂團、明尼蘇達州交響樂團及其他國家的樂團都演奏過羅伯特·墨辛斯基的作品。